# Meister der Bendaschen Madonna

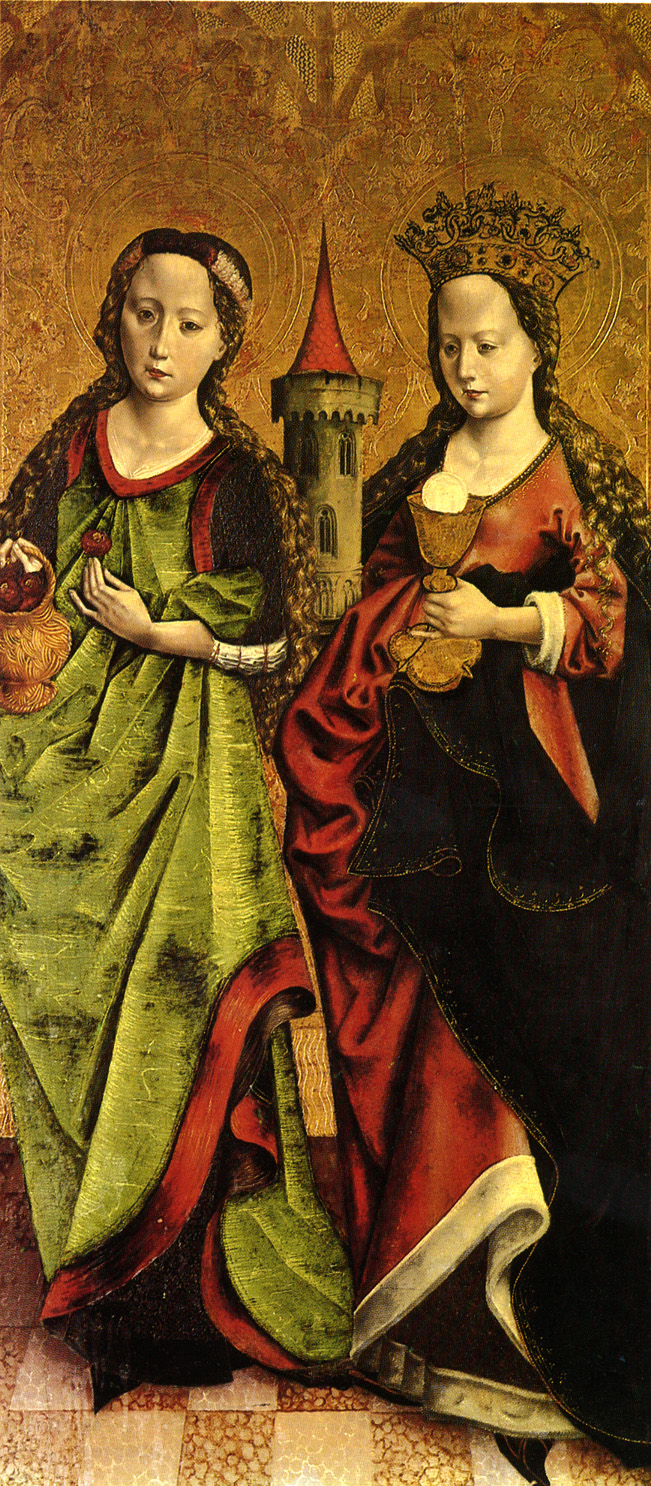
Meister der Benda-Madonna: Die heilige Dorothea und die Heilige Barbara. Oberrhein, um 1490/1500, Mischtechnik auf Nadelholz, 95,2 × 70,7 cm (Fragment)

Als Meister der Bendaschen Madonna oder Meister der Benda-Madonna wird ein spätgotischer Maler bezeichnet, der um 1500 am Oberrhein tätig war. Der namentlich nicht bekannte Künstler erhielt seinen Notnamen nach einem seiner Werke, das sich in der Neuzeit in der Sammlung des Industriellen und Kunstsammlers Gustav von Benda befand.

## Stil
Es kann eine Beziehung des Malstils des Meisters der Benda-Madonna zu Martin Schongauer vermutet werden, obwohl dies schwer nachweisbar ist.

## Werke (Auswahl)
- Fragmente eines Flügelaltars des Meisters mit einer Maria, zugehörigem Verkündigungsengel und den Seitenflügeln wurden 2001 erstmals so wieder zusammengestellt für die Landesausstellung Spätmittelalter am Oberrhein[2][3]
  - Maria der Verkündigung, um 1490/1500. Staatliche Kunsthalle Karlsruhe (als Oberrheinischer Meister, Meister der Bendaschen Madonna)
  - Altarflügel mit den Heiligen Barbara und Dorothea, Baden-Baden, Zisterzienserinnen-Abtei Lichtenthal, Fürstenkapelle
  - Altarflügel mit den Heiligen Katharina und Genoveva (Appolonia), Staatliche Kunsthalle Karlsruhe (Neuerwerbungen 2009)
- Weitere Werke im Kunsthistorischen Museum Wien könnten vom Meister stammen, darunter ein Porträt eines Mannes[4].
- Es wird versucht, weitere erhaltene Werke des Meisters zu identifizieren[5]